# Limnophila roraima
Limnophila roraima är en tvåvingeart som beskrevs av Alexander 1931. Limnophila roraima ingår i släktet Limnophila och familjen småharkrankar. Inga underarter finns listade i Catalogue of Life.